# Anna z Brooklynu
Anna z Brooklynu (wł. Anna di Brooklyn) – włosko-francuska komedia romantyczna z 1958 roku w reżyserii Vittoria De Siki i Carla Lastricatiego.

## Obsada
- Gina Lollobrigida – Anna
- Vittorio De Sica – Don Luigi
- Dale Robertson – Raffaele
- Amedeo Nazzari – Ciccone
- Peppino De Filippo – Peppino
- Carla Macelloni – Rosina
- Gabriella Pallotta – Mariuccia
- Luigi De Filippo – Zitto-Zitto
- Clelia Matania – Camillina
- Renzo Cesana – baron Trevassi
- Terence Hill – Chicco
- Augusta Ciolli – ciotka Carmela
- Gigi Reder – Berardo
- Fausto Guerzoni – mężczyzna kupujący lekarstwo[1]

## Produkcja
Zdjęcia kręcono w Guidonia Montecelio (prowincja Rzym).